# Monacair

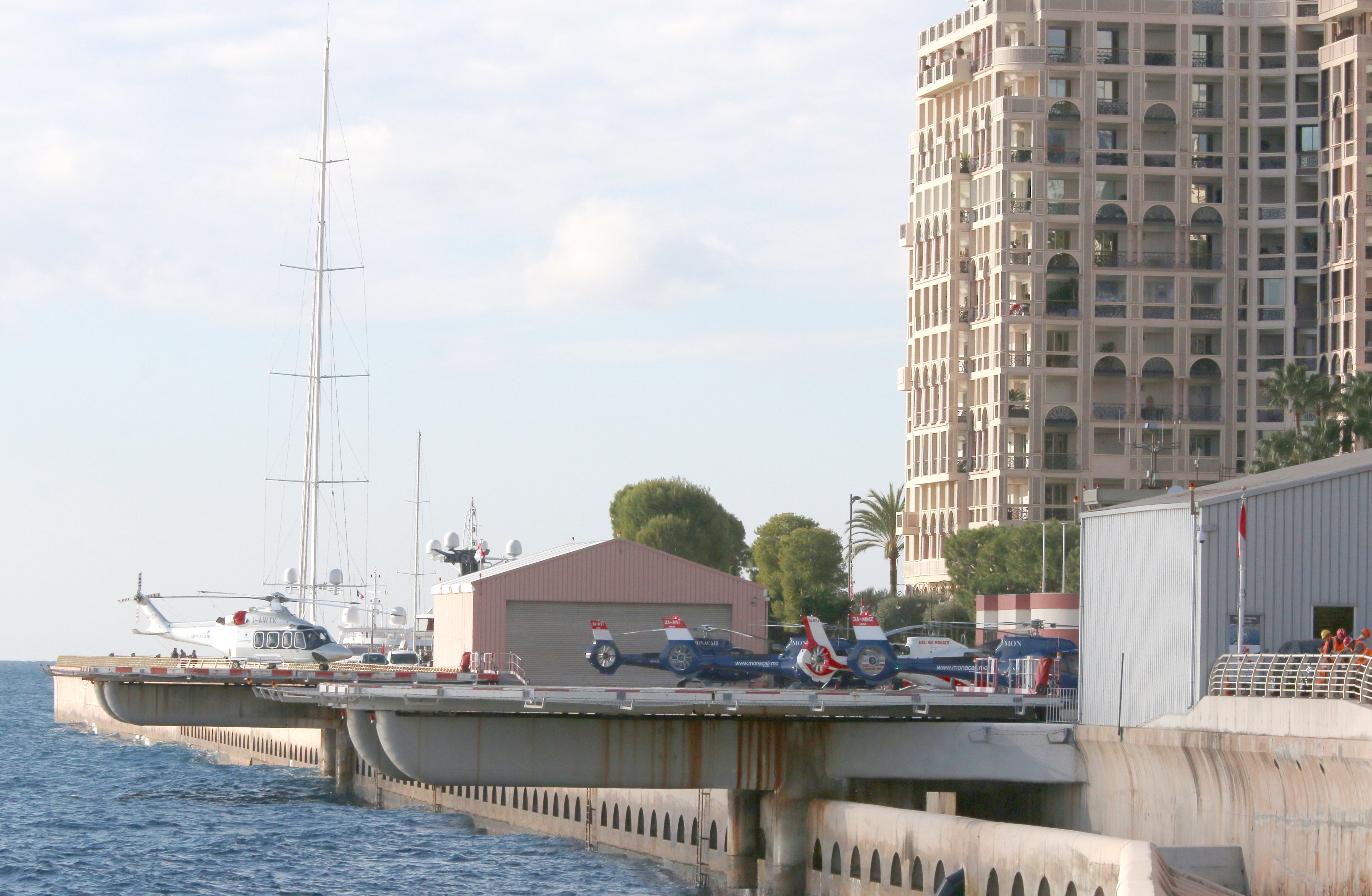
Fyra Monacair-helikoptrar (den vita till vänster och de tre mörkblåa till höger) stående på Héliport de Monaco i Fontvieille i Monaco i januari 2018.

Monacair S.A.M är ett monegaskiskt nationellt privatägt flygbolag som består av 34 helikoptrar, varav 14 är egna ägda, och flyger primärt mellan Héliport de Monaco i Fontvieille i Monaco och Nice Côte d'Azurs flygplats i Nice i Frankrike. De flyger även passagerare, efter begäran, till platser i södra Frankrike, Italien och Schweiz.

## Historik
Flygbolaget grundades 1988 av Stefano Casiraghi, som var make till prinsessan Caroline av Monaco tills hans död två år senare. Den 9 februari 1999 blev Monacair den officiella flygbolaget (hovleverantör) för fursten Albert II av Monaco. Den 13 juli 2015 meddelade den monegaskiska staten att Monacair hade vunnit upphandlingen rörande de dagliga helikopterturerna mellan Monaco och flygplatsen i Nice från och med den 1 januari 2016. Det var första gången på 40 år som Monaco fick ett nytt nationellt flygbolag, innan dess skötte konkurrenten Héli Air Monaco den sysslan sen det flygbolaget grundades 1976. Héli Air motsatte sig detta och överklagade men de fick dock ingen favör i högsta domstolen, som avslog överklagandet.

## Destinationer
Källa: 
| Frankrike - Auron - Cannes - La Castellet - Chamonix - Courchevel - Isola 2000 - Lorgues - Marseille - Megève - Méribel - Moustiers-Sainte-Marie - Nice - Porquerolles - Saint-Tropez - Tourrettes - Val-d'Isère - Valberg Korsika - Ajaccio - Calvi - Porto Vecchio - Sartène | Italien - Alassio - Comosjön - Florens - Forte dei Marmi - Genua - Limone Piemonte - Milano - Pisa - Portofino - San Gimignano Sardinien - Olbia - Porto Cervo - Porto Rotondo - Porto Venere | Monaco - Fontvieille | Schweiz - Crans-Montana - Genève - Gstaad - Sankt Moritz - Verbier |